# 豪斯拜
豪斯拜是德国莱茵兰-普法尔茨州的一个市镇。总面积3.24平方公里，总人口192人，其中男性97人，女性95人（2011年12月31日），人口密度59人/平方公里。